# 三道镇 (海林市)
三道镇，是中华人民共和国黑龙江省牡丹江市海林市下辖的一个乡镇级行政单位。

## 行政区划
三道镇下辖以下地区：
三道社区、边安村、振兴村、东升村、兴家村、双兴村、木兰村、春光村和工农村。